# La Rouquette (Aveyron)
Pour les articles homonymes, voir La Rouquette.
La Rouquette est une commune française, située dans le département de l'Aveyron en région Occitanie.

## Géographie

### Localisation
La Rouquette se situe dans le canton de Villefranche-de-Rouergue. Elle est limitrophe du département de Tarn-et-Garonne.

### Communes limitrophes
Les communes limitrophes sont  Castanet, Monteils, Sanvensa, Savignac, Vailhourles et Villefranche-de-Rouergue.
|                            | Savignac     | Villefranche-de-Rouergue |
| Vailhourles                | La Rouquette | Sanvensa                 |
| Castanet (Tarn-et-Garonne) | Monteils     |                          |

### Hydrographie

#### Réseau hydrographique

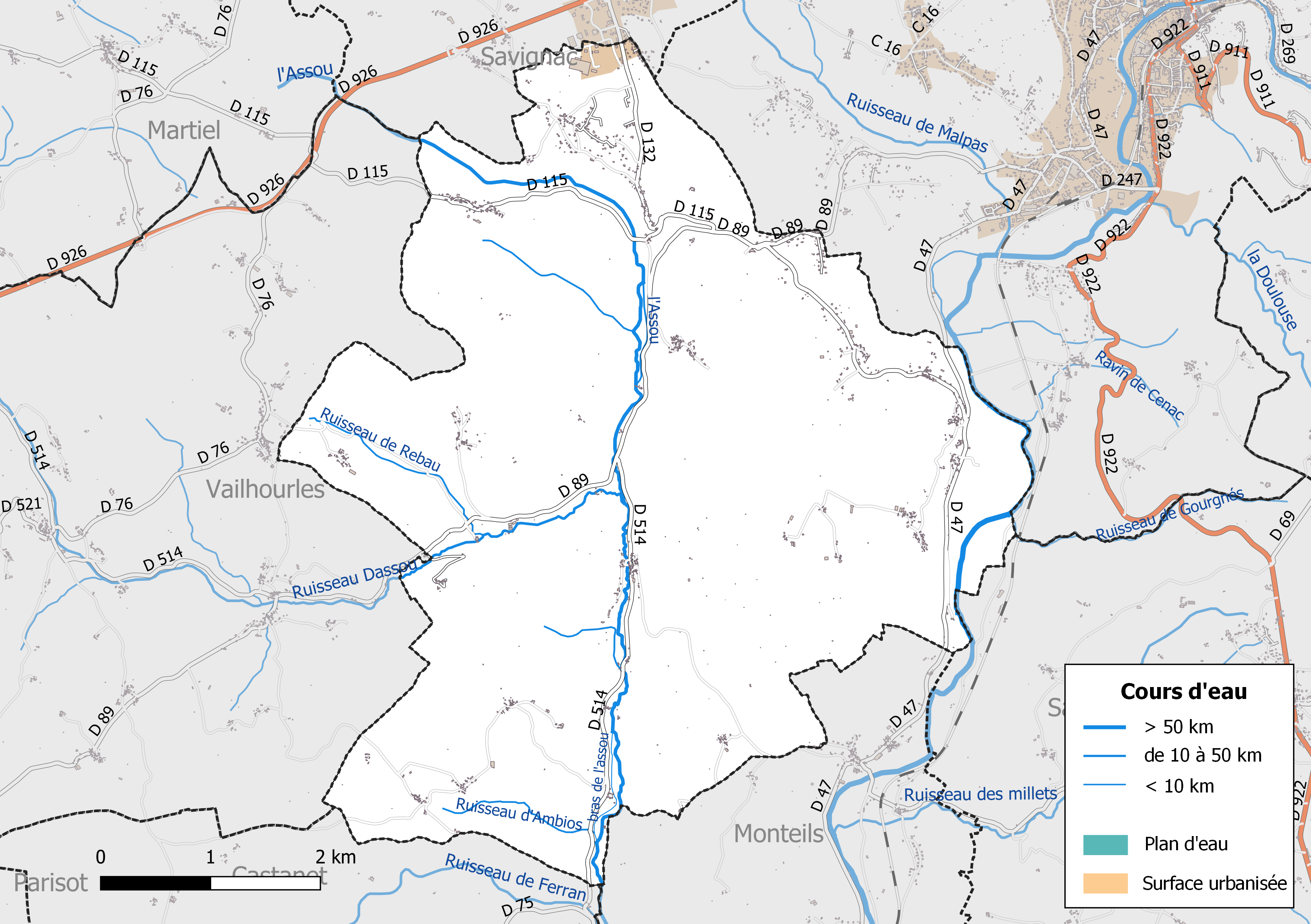
Carte des réseaux hydrographique et routier de La Rouquette.

La commune est drainée par l'Aveyron, l'Assou, l'Assou, le ruisseau d'Ambios, le ruisseau de Rebau, le ruisseau du Travers et par divers petits cours d'eau.
L'Aveyron, d'une longueur totale de 290,6 km, prend sa source dans la commune de Sévérac d'Aveyron et se jette  dans le Tarn à Barry-d'Islemade, après avoir arrosé 60 communes.
L'Assou, d'une longueur totale de 14 km, prend sa source dans la commune de Martiel et se jette  dans  l'Aveyron à Monteils, après avoir arrosé 6 communes.

#### Gestion des cours d'eau
La gestion des cours d’eau situés dans le bassin de l’Aveyron est assurée par l’établissement public d'aménagement et de gestion des eaux (EPAGE) Aveyron amont, créé le 1er janvier 2017, en remplacement du syndicat mixte du bassin versant Aveyron amont,,.

### Climat
Pour des articles plus généraux, voir Climat de l'Occitanie et Climat de l'Aveyron.
En 2010, le climat de la commune est de type climat océanique altéré, selon une étude s'appuyant sur une série de données couvrant la période 1971-2000. En 2020, Météo-France publie une typologie des climats de la France métropolitaine dans laquelle la commune est exposée à un climat océanique altéré et est dans une zone de transition entre les régions climatiques « Aquitaine, Gascogne » et « Ouest et nord-ouest du Massif Central ». La première est caractérisée par une pluviométrie abondante au printemps, modérée en automne, un faible ensoleillement au printemps, un été chaud (19,5 °C), des vents faibles, des brouillards fréquents en automne et en hiver et des orages fréquents en été (15 à 20 jours). La seconde présente une pluviométrie annuelle de 900 à 1 500 mm, maximale en automne et en hiver.
Pour la période 1971-2000, la température annuelle moyenne est de 11,8 °C, avec une amplitude thermique annuelle de 15,8 °C. Le cumul annuel moyen de précipitations est de 957 mm, avec 11,4 jours de précipitations en janvier et 6,2 jours en juillet. Pour la période 1991-2020, la température moyenne annuelle observée sur la station météorologique la plus proche, située sur la commune de Monteils à 3 km à vol d'oiseau, est de 12,8 °C et le cumul annuel moyen de précipitations est de 898,8 mm,. Pour l'avenir, les paramètres climatiques de la commune estimés pour 2050 selon différents scénarios d'émission de gaz à effet de serre sont consultables sur un site dédié publié par Météo-France en novembre 2022.

### Milieux naturels et biodiversité

#### Sites Natura 2000

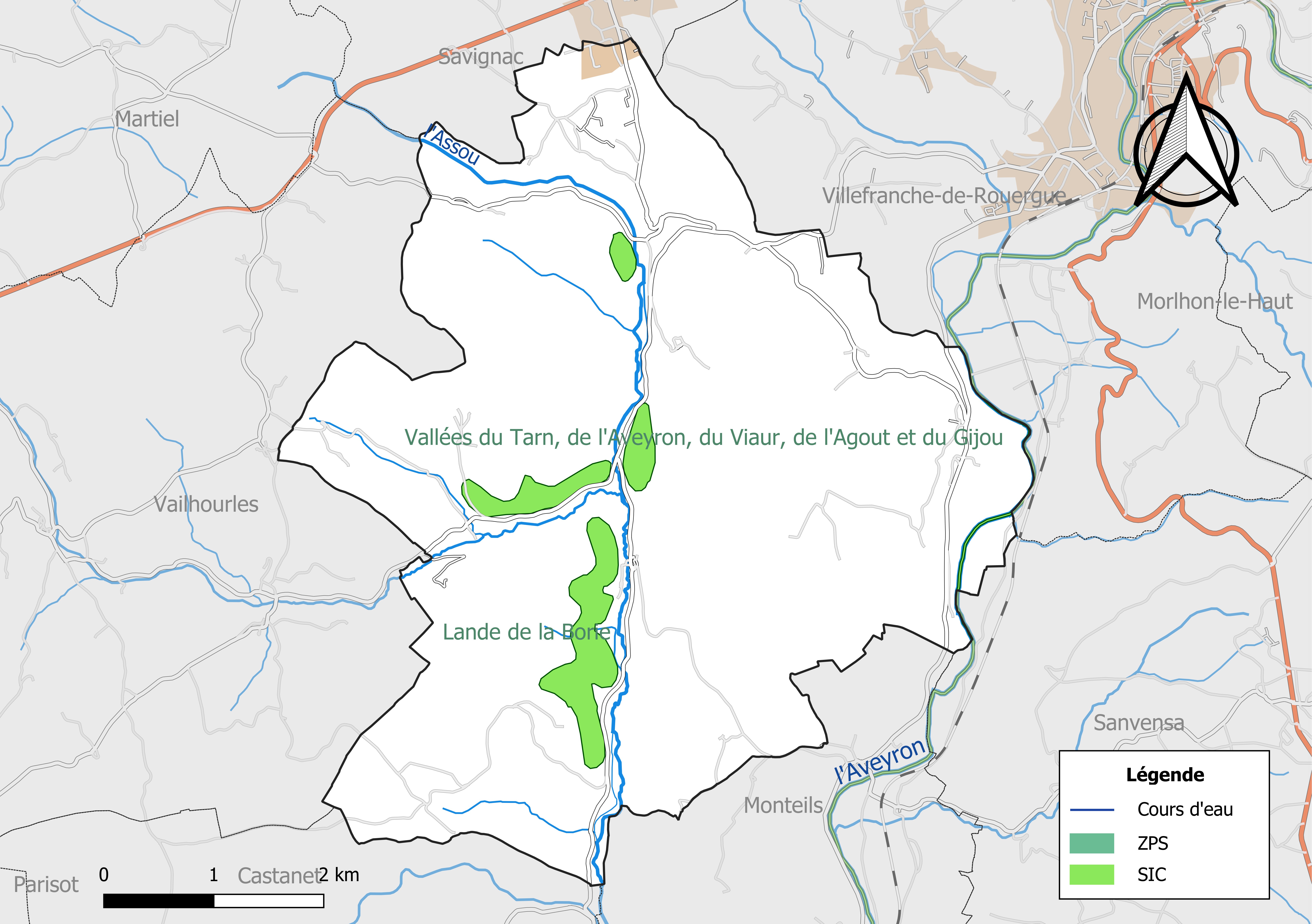
Sites Natura 2000 sur le territoire communal.

Le réseau Natura 2000 est un réseau écologique européen de sites naturels d’intérêt écologique élaboré à partir des Directives « Habitats » et « Oiseaux ». Ce réseau est constitué de Zones spéciales de conservation (ZSC) et de Zones de protection spéciale (ZPS). Dans les zones de ce réseau, les États Membres s'engagent à maintenir dans un état de conservation favorable les types d'habitats et d'espèces concernés, par le biais de mesures réglementaires, administratives ou contractuelles.
Deux sites Natura 2000 ont été définis sur la commune au titre de la « directive Habitats » : 
- La « Lande de la Borie », d'une superficie de 116 ha, est une succession de pelouses qui reposent sur des dolomies, caractérisées par une importante présence d'orchidées[16].
- Les « Vallées du Tarn, de l'Aveyron, du Viaur, de l'Agout et du Gijou », d'une superficie de 17 144 ha, s'étendent sur 136 communes dont 41 dans l'Aveyron, 8 en Haute-Garonne, 50 dans le Tarn et 37 dans le Tarn-et-Garonne. Elles présentent une très grande diversité d'habitats et d'espèces dans ce vaste réseau de cours d'eau et de gorges. La présence de la Loutre d'Europe et de la moule perlière d'eau douce est également d'un intérêt majeur[17].

#### Zones naturelles d'intérêt écologique, faunistique et floristique
L’inventaire des zones naturelles d'intérêt écologique, faunistique et floristique (ZNIEFF) a pour objectif de réaliser une couverture des zones les plus intéressantes sur le plan écologique, essentiellement dans la perspective d’améliorer la connaissance du patrimoine naturel national et de fournir aux différents décideurs un outil d’aide à la prise en compte de l’environnement dans l’aménagement du territoire.
Le territoire communal de Rouquette comprend quatre ZNIEFF de type 1, : 
- le « Bois du puech » (37,8 ha), couvrant 2 communes du département[19] ;
- les « Pelouses sèches et landes de la Rouquette » (804,6 ha), couvrant 2 communes du département[20] ;
- la « Rivière Aveyron » (3 500 ha), couvrant 63 communes dont 38 dans l'Aveyron, 5 dans le Tarn et 20 dans le Tarn-et-Garonne[21] ;
- les « Vallées de la Baye, du jouyre, du ferran et de Fargues et puechs de Genibrous et mourtayrol » (2 797 ha), couvrant 8 communes dont 3 dans l'Aveyron et 5 dans le Tarn-et-Garonne[22] ;

et une ZNIEFF de type 2,, 
la « Vallée de l'Aveyron » (14 644 ha), qui s'étend sur 68 communes dont 41 dans l'Aveyron, 5 dans le Tarn et 22 dans le Tarn-et-Garonne.

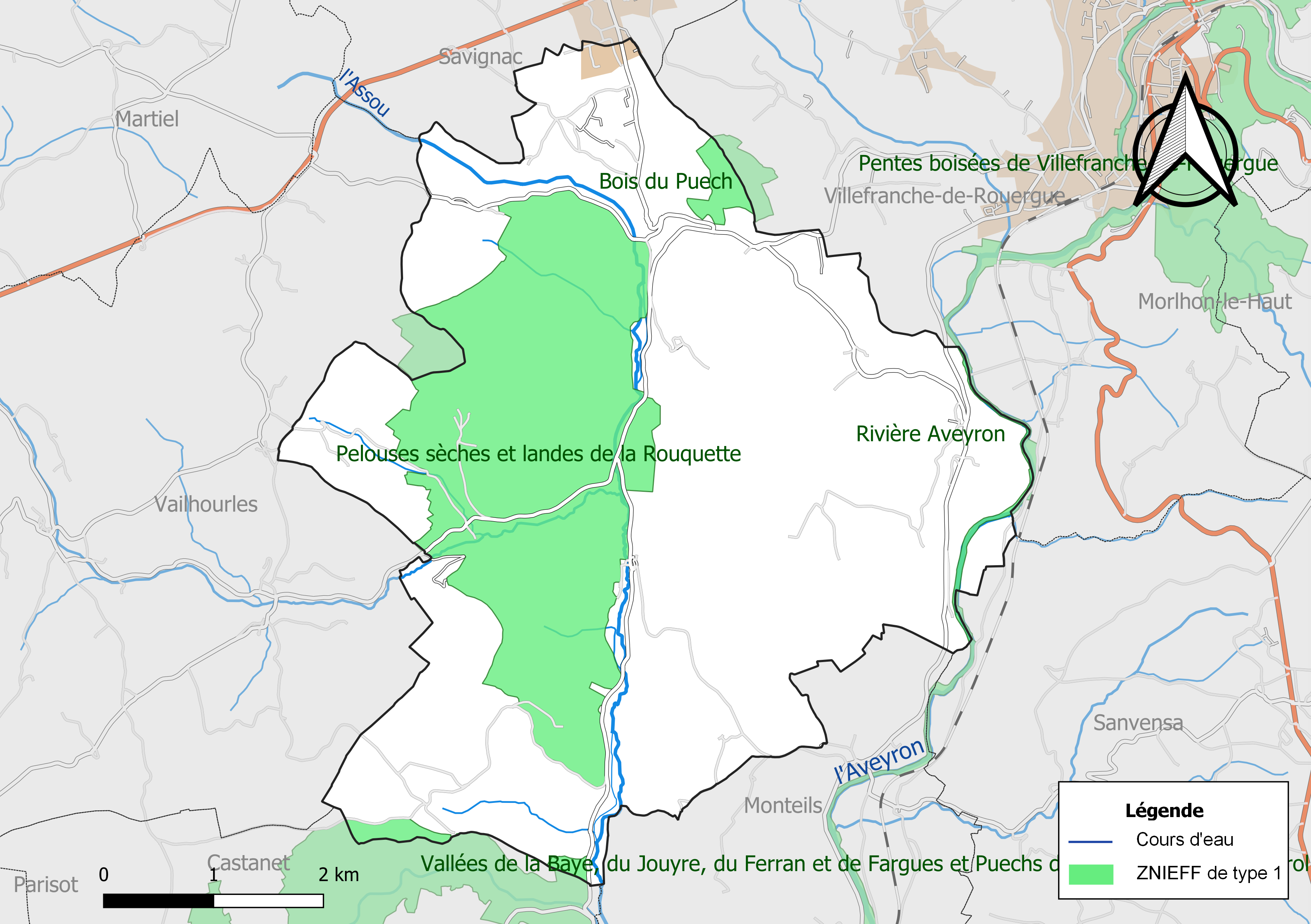
Carte des ZNIEFF de type 1 de la commune.
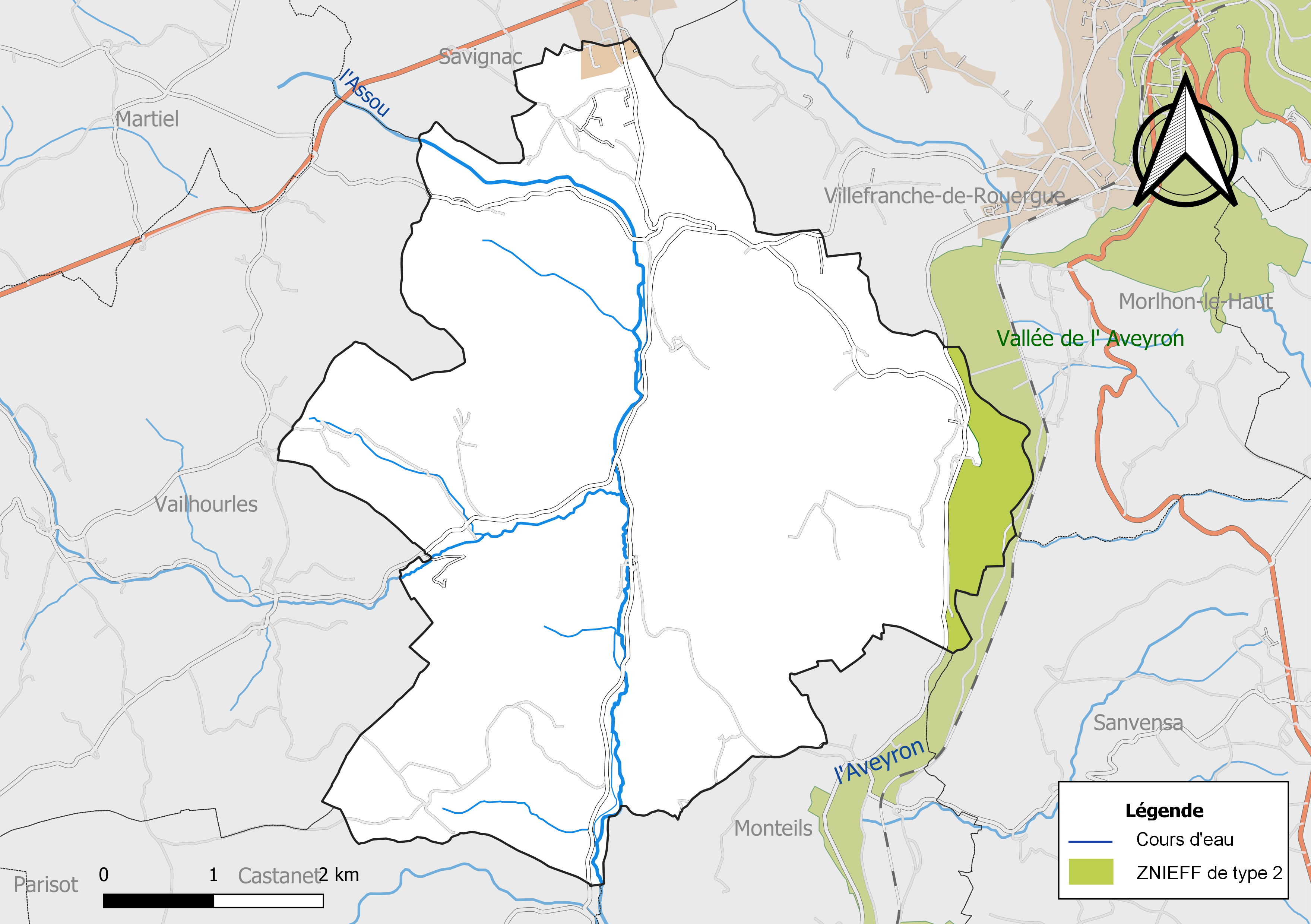
Carte de la ZNIEFF de type 2 de la commune.

## Urbanisme

### Typologie
Au 1er janvier 2024, La Rouquette est catégorisée commune rurale à habitat dispersé, selon la nouvelle grille communale de densité à 7 niveaux définie par l'Insee en 2022.
Elle est située hors unité urbaine. Par ailleurs la commune fait partie de l'aire d'attraction de Villefranche-de-Rouergue, dont elle est une commune de la couronne,. Cette aire, qui regroupe 34 communes, est catégorisée dans les aires de moins de 50 000 habitants,.

### Occupation des sols

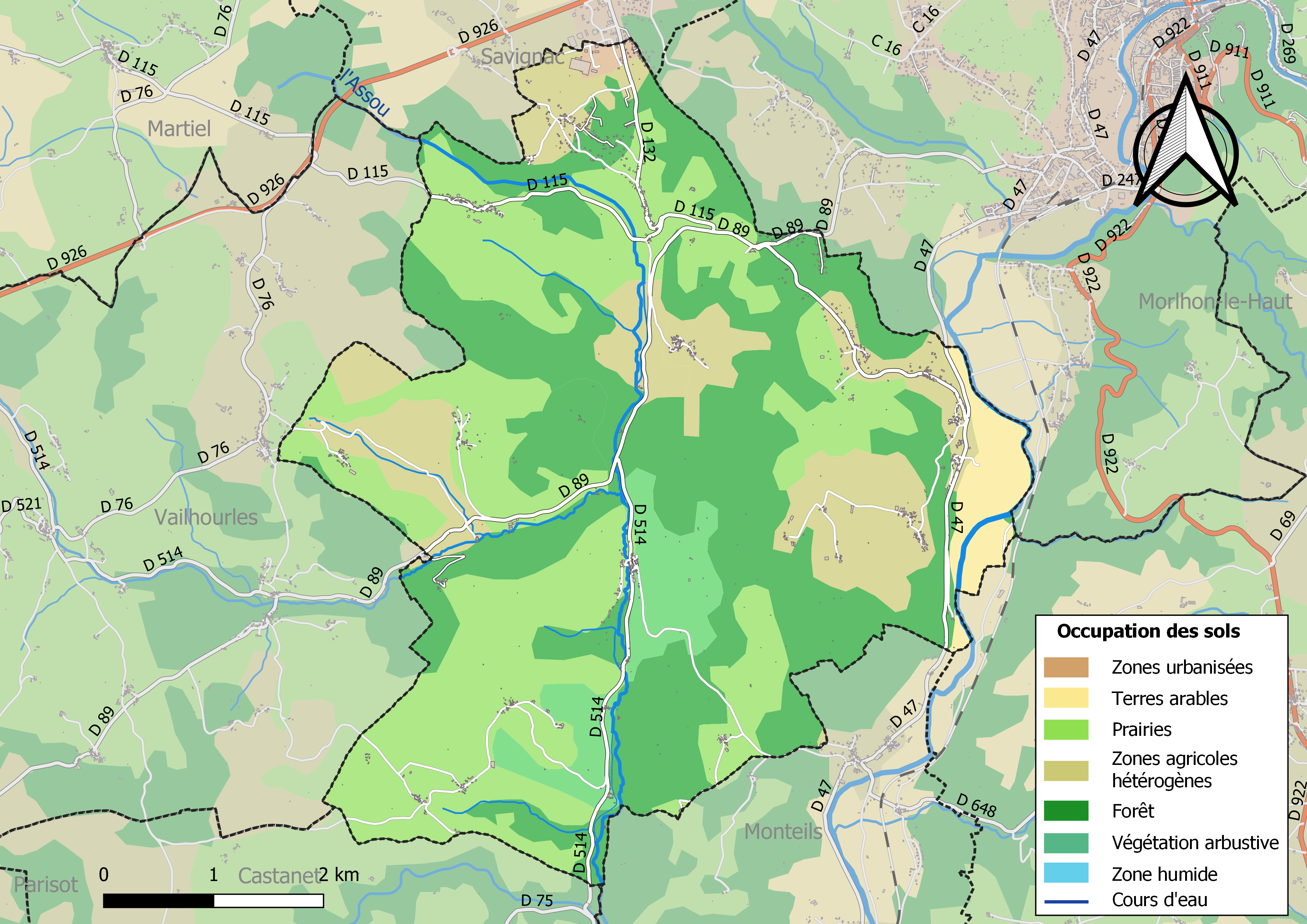
Infrastructures et occupation des sols de la commune de La Rouquette.

L'occupation des sols de la commune, telle qu'elle ressort de la base de données européenne d’occupation biophysique des sols Corine Land Cover (CLC), est marquée par l'importance des territoires agricoles (55,6 % en 2018), en augmentation par rapport à 1990 (53,1 %). La répartition détaillée en 2018 est la suivante : 
forêts (38,2 %), prairies (35,8 %), zones agricoles hétérogènes (16,7 %), milieux à végétation arbustive et/ou herbacée (5,6 %), terres arables (3,1 %), zones industrielles ou commerciales et réseaux de communication (0,6 %).

### Planification de l'aménagement
La loi SRU du 13 décembre 2000 a incité fortement les communes à se regrouper au sein d’un établissement public, pour déterminer les partis d’aménagement de l’espace au sein d’un SCoT, un document essentiel d’orientation stratégique des politiques publiques à une grande échelle. La commune est dans le territoire du SCoT du Centre Ouest Aveyron  approuvé en février 2020. La structure porteuse est le Pôle d'équilibre territorial et rural Centre Ouest Aveyron, qui associe neuf EPCI, notamment Ouest Aveyron Communauté, dont la commune est membre.
La commune disposait en 2017 d'un plan local d'urbanisme en révision. Le zonage réglementaire et le règlement associé peuvent être consultés sur le Géoportail de l'urbanisme.

### Hameaux et lieux-dits
La commune compte 19 lieux-dits.
- Barroi
- Bassignac
- Benechous
- Blanqueries
- Bosc
- Bros
- Bel air
- Colombier
- Coutets
- Fonrozal
- La Grimaudié
- Léonard
- Lompla
- Orlhonac
- Puech Segonds
- Rentieres
- Saint Gauzy
- Souzils
- Trigodinas

### Risques naturels et technologiques
Le territoire de la commune de La Rouquette est vulnérable à différents aléas naturels : inondations, climatiques (hiver exceptionnel ou canicule), feux de forêts et séisme (sismicité très faible).
Il est également exposé à un risque particulier, le risque radon,.

#### Risques naturels

Zones inondables de la commune de La Rouquette.

Certaines parties du territoire communal sont susceptibles d’être affectées par le risque d’inondation par débordement de l'Aveyron. Un plan des surfaces submersibles (PSS), premier document cartographique réglementant l'occupation du sol en zone inondable pour les cours d'eau domaniaux, a été établi en 1964. Compte tenu du peu d’enjeux exposés à ces inondations, aucun plan de prévention du risque d’inondation n’a été prescrit. Néanmoins la loi Barnier du 2 février 1995 confère aux PSS un statut de plan de prévention des risques (PPR ), les rendant par conséquent opposables au tiers et faisant entrer le territoire de la commune dans le champ d'application de l'obligation d'information des acquéreurs locataires.
Le Plan départemental de protection des forêts contre les incendies découpe le département de l’Aveyron en sept « bassins de risque » et définit une sensibilité des communes à l’aléa feux de forêt (de faible à très forte). La commune est classée en sensibilité forte.
Les mouvements de terrains susceptibles de se produire sur la commune sont soit des mouvements liés au retrait-gonflement des argiles, soit des effondrements liés à des cavités souterraines. Le phénomène de retrait-gonflement des argiles est la conséquence d'un changement d'humidité des sols argileux. Les argiles sont capables de fixer l'eau disponible mais aussi de la perdre en se rétractant en cas de sécheresse. Ce phénomène peut provoquer des dégâts très importants sur les constructions (fissures, déformations des ouvertures) pouvant rendre inhabitables certains locaux. La carte de zonage de cet aléa peut être consultée sur le site de l'observatoire national des risques naturels Géorisques. Une autre carte permet de prendre connaissance des cavités souterraines localisées sur la commune,.

#### Risque particulier
Dans plusieurs parties du territoire national, le radon, accumulé dans certains logements ou autres locaux, peut constituer une source significative d’exposition de la population aux rayonnements ionisants. Toutes les communes du département sont concernées par le risque radon à un niveau plus ou moins élevé. Selon le dossier départemental des risques majeurs du département établi en 2013, la commune de Rouquette est classée à risque faible avec facteurs géologiques. Un décret du 4 juin 2018 a modifié la terminologie du zonage définie dans le code de la santé publique et a été complété par un arrêté du 27 juin 2018 portant délimitation des zones à potentiel radon du territoire français. La commune est désormais en zone 2, à savoir zone à potentiel radon faible mais sur lesquelles des facteurs géologiques particuliers peuvent faciliter le transfert du radon vers les bâtiments.

## Politique et administration

### Découpage territorial
La commune de Rouquette est membre de la Ouest Aveyron Communauté, un établissement public de coopération intercommunale (EPCI) à fiscalité propre créé le 1er janvier 2017 dont le siège est à Villefranche-de-Rouergue. Ce dernier est par ailleurs membre d'autres groupements intercommunaux.
Sur le plan administratif, elle est rattachée à l'arrondissement de Villefranche-de-Rouergue, au département de l'Aveyron et à la région Occitanie. Sur le plan électoral, elle dépend du  canton de Villefranche-de-Rouergue pour l'élection des conseillers départementaux, depuis le redécoupage cantonal de 2014 entré en vigueur en 2015, et de la deuxième circonscription de l'Aveyron  pour les élections législatives, depuis le dernier découpage électoral de 2010.

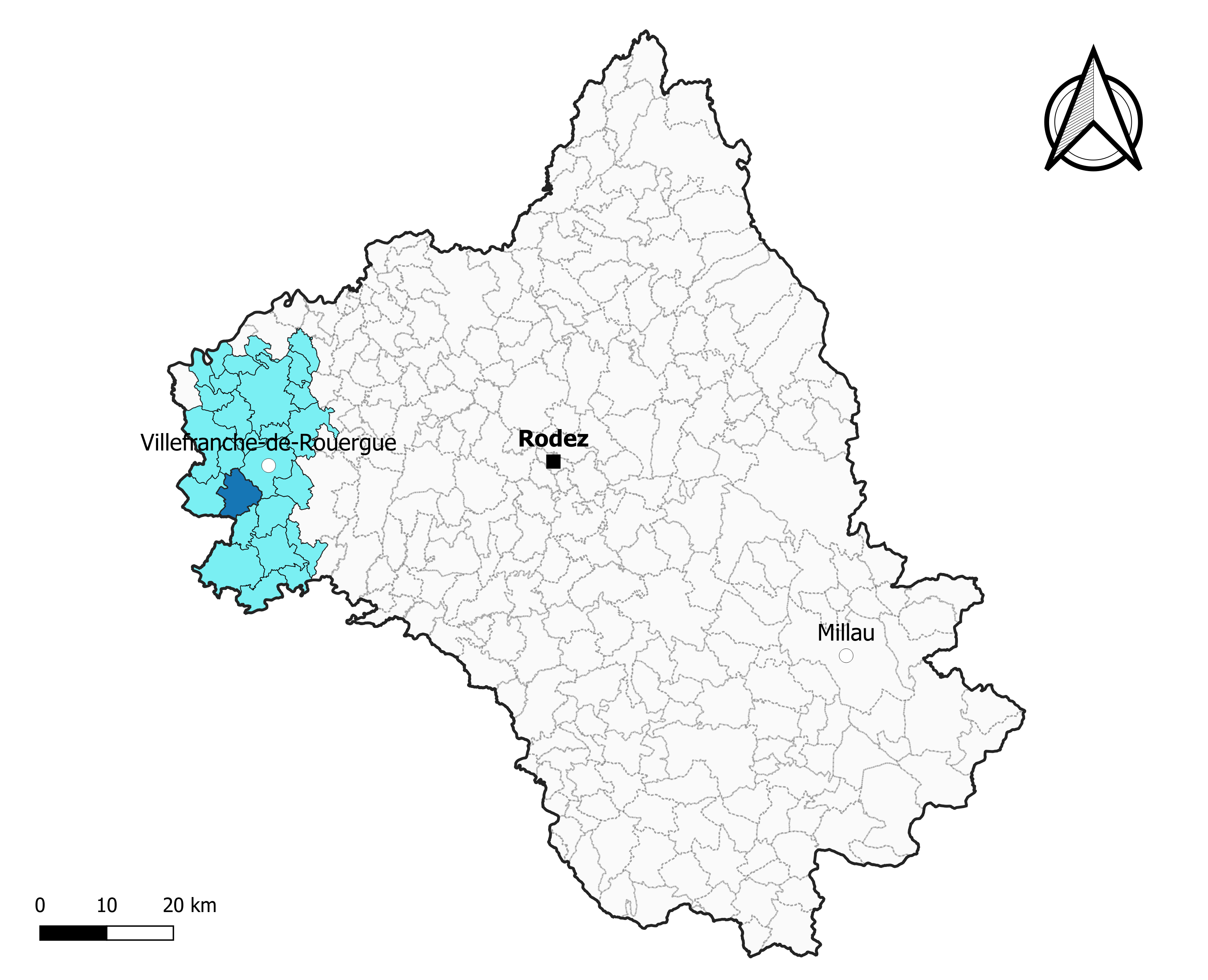
La Rouquette dans l'intercommunalité en 2020.
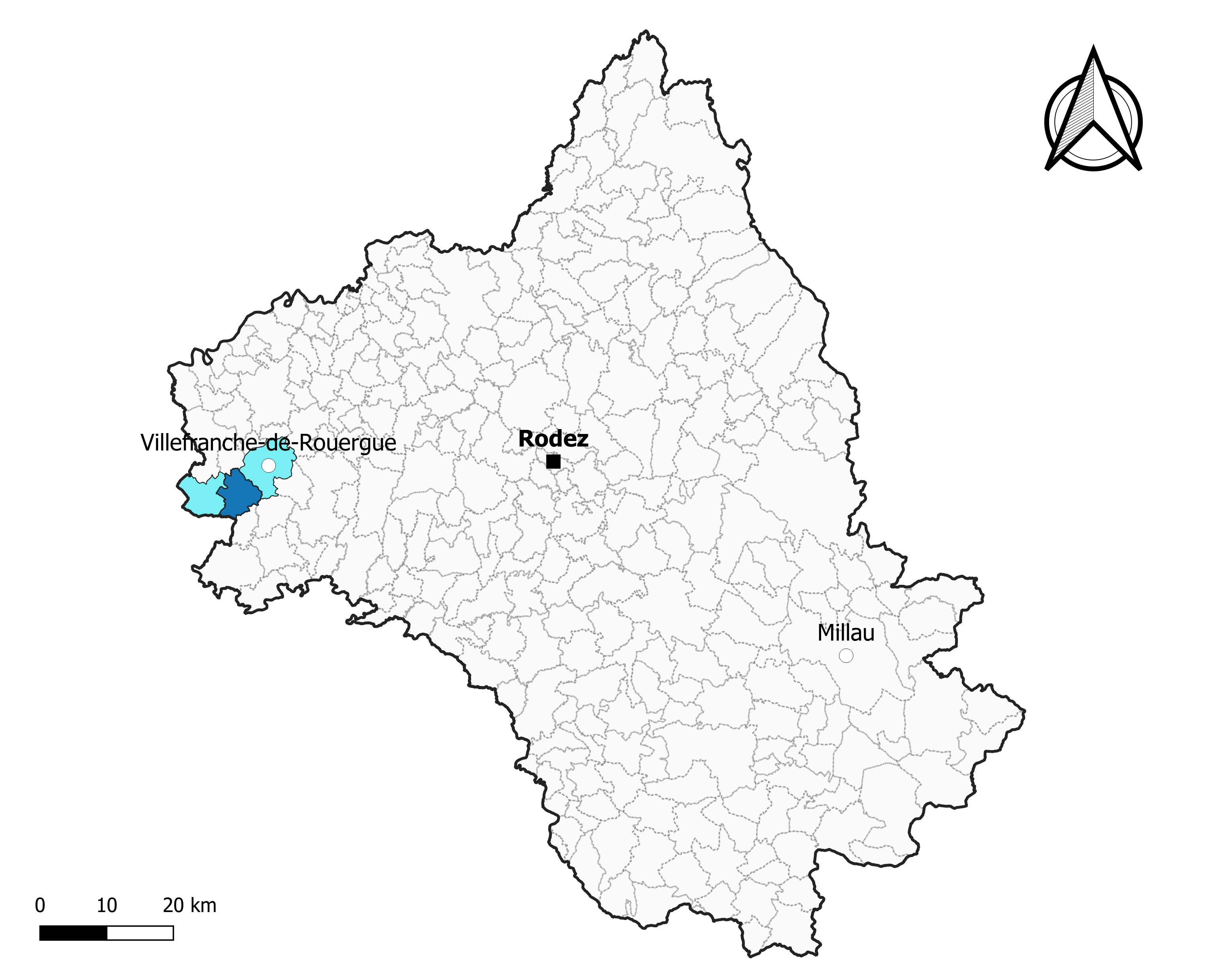
La Rouquette dans le canton de Villefranche-de-Rouergue en 2020.
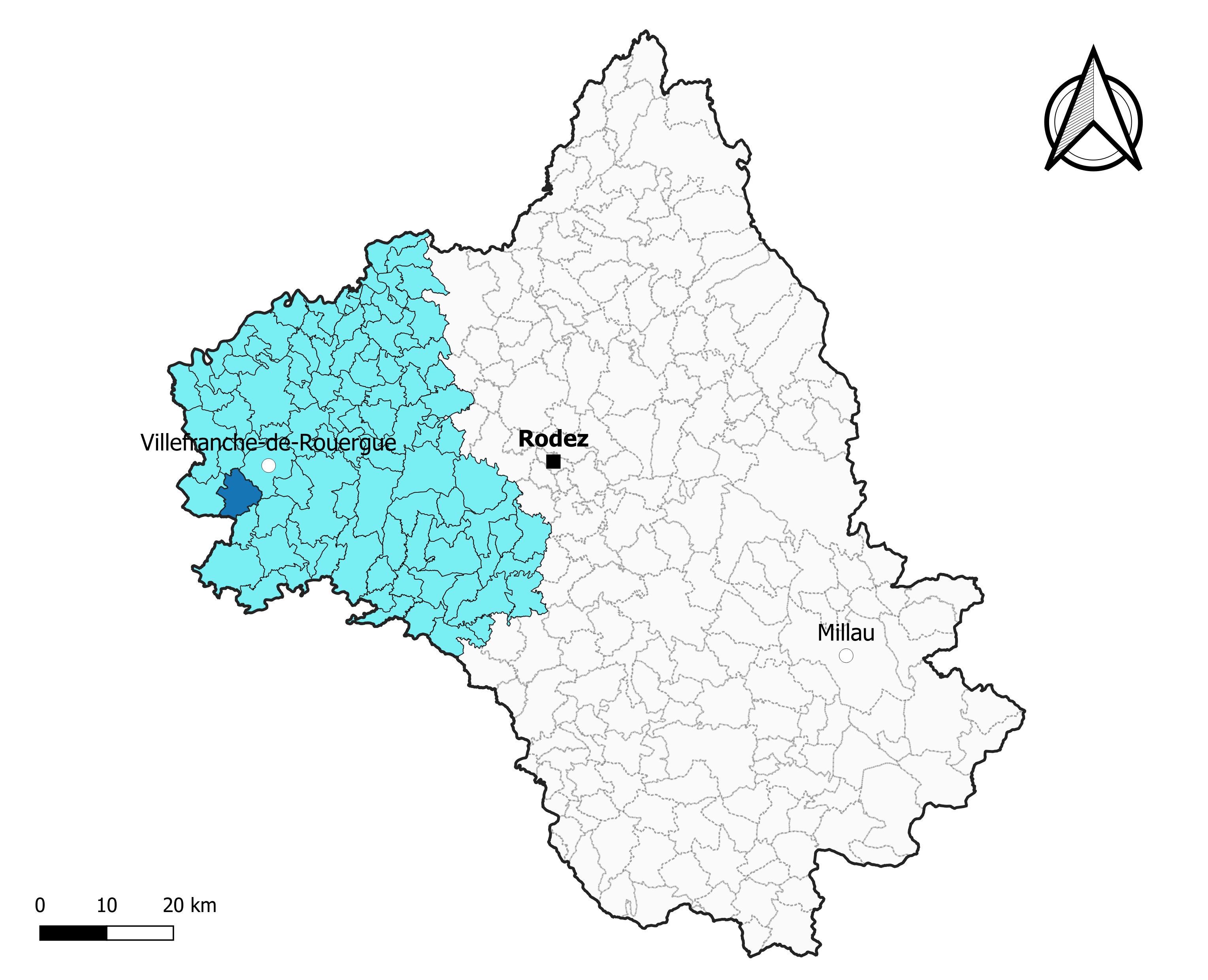
La Rouquette dans l'arrondissement de Villefranche-de-Rouergue en 2020.

### Élections municipales et communautaires

#### Élections de 2020
Le conseil municipal de Rouquette, commune de moins de 1 000 habitants, est élu au scrutin majoritaire plurinominal à deux tours avec candidatures isolées ou groupées et possibilité de panachage. Compte tenu de la population communale, le nombre de sièges à pourvoir lors des élections municipales de 2020 est de 15. La totalité des quinze candidats en lice est élue dès le premier tour, le 15 mars 2020, avec un taux de participation de 50 %.
Thierry Serin, maire sortant, est réélu pour un nouveau mandat le 26 mai 2020.
Dans les communes de moins de 1 000 habitants, les conseillers communautaires sont désignés parmi les conseillers municipaux élus en suivant l’ordre du tableau (maire, adjoints puis conseillers municipaux) et dans la limite du nombre de sièges attribués à la commune au sein du conseil communautaire. Un siège est attribué à la commune au sein de la Ouest Aveyron Communauté.

#### Liste des maires
| Période                                  | Période  | Identité                       | Étiquette | Qualité    |
| ---------------------------------------- | -------- | ------------------------------ | --------- | ---------- |
| 1793                                     | 1795     | Pierre Joseph Loubies          |           |            |
| 1796                                     | 1798     | Antoine Soulie                 |           |            |
| 1798                                     | 1800     | Pierre Carles                  |           |            |
| 1800                                     | 1813     | Jean Dominique Flaugergues     |           |            |
| 1813                                     | 1817     | Jean Pierre Charrie            |           |            |
| 1817                                     | 1830     | François Marty                 |           |            |
| 1830                                     | 1849     | Jean Pierre Charrie            |           |            |
| 1849                                     | 1855     | Antoine Mailhet                |           |            |
| 1855                                     | 1871     | Casimir Simian                 |           |            |
| 1871                                     | 1876     | Samuel Carles                  |           |            |
| 1876                                     | 1881     | Alexis Gardes                  |           |            |
| 1881                                     | 1888     | Jean Baptiste Marcellin Carles |           |            |
| 1888                                     | 1900     | Félix Benel                    |           |            |
| 1980                                     | 2001     | André Viala                    |           |            |
| 2001                                     | 2008     | Guy Delsescaux                 |           |            |
| 2008                                     | En cours | Thierry Serin,                 |           | Technicien |
| Les données manquantes sont à compléter. |          |                                |           |            |

## Équipements et services publics

### Enseignement
La commune possède une école élémentaire et primaire. Elle est située à l'entrée de « Trigodinas » depuis 2013 à la suite de la construction d'un nouvel ensemble scolaire, durant l'année 2015-2016 78 élèves y étaient scolarisé.

## Population et société

### Démographie
L'évolution du nombre d'habitants est connue à travers les recensements de la population effectués dans la commune depuis 1793. Pour les communes de moins de 10 000 habitants, une enquête de recensement portant sur toute la population est réalisée tous les cinq ans, les populations de référence des années intermédiaires étant quant à elles estimées par interpolation ou extrapolation. Pour la commune, le premier recensement exhaustif entrant dans le cadre du nouveau dispositif a été réalisé en 2005.

En 2022, la commune comptait 774 habitants, en évolution de −0,51 % par rapport à 2016 (Aveyron : +0,37 %, France hors Mayotte : +2,11 %).
| 1793 | 1800 | 1806  | 1821  | 1831  | 1836  | 1841  | 1846  | 1851  |
| ---- | ---- | ----- | ----- | ----- | ----- | ----- | ----- | ----- |
| 432  | 417  | 1 220 | 1 388 | 1 400 | 1 218 | 1 386 | 1 235 | 1 416 |

| 1856  | 1861  | 1866  | 1872  | 1876  | 1881  | 1886  | 1891  | 1896  |
| ----- | ----- | ----- | ----- | ----- | ----- | ----- | ----- | ----- |
| 1 412 | 1 478 | 1 390 | 1 253 | 1 242 | 1 242 | 1 200 | 1 161 | 1 054 |

| 1901 | 1906 | 1911 | 1921 | 1926 | 1931 | 1936 | 1946 | 1954 |
| ---- | ---- | ---- | ---- | ---- | ---- | ---- | ---- | ---- |
| 962  | 910  | 844  | 713  | 630  | 603  | 591  | 557  | 504  |

| 1962 | 1968 | 1975 | 1982 | 1990 | 1999 | 2005 | 2006 | 2010 |
| ---- | ---- | ---- | ---- | ---- | ---- | ---- | ---- | ---- |
| 471  | 415  | 434  | 554  | 586  | 626  | 688  | 698  | 737  |

| 2015 | 2020 | 2022 | - | - | - | - | - | - |
| ---- | ---- | ---- | - | - | - | - | - | - |
| 775  | 770  | 774  | - | - | - | - | - | - |

### Manifestations culturelles et festivités
Chaque année, le foyer des jeunes organise la fête de La Rouquette le premier week-end de juillet du samedi au lundi.

## Économie

### Revenus
En 2018  (données Insee publiées en septembre 2021), la commune compte 317 ménages fiscaux, regroupant 788 personnes. La médiane du revenu disponible par unité de consommation est de 20 910 € (20 640 € dans le département).

### Emploi
| Division       | 2008  | 2013  | 2018  |
| -------------- | ----- | ----- | ----- |
| Commune        | 6,8 % | 9,2 % | 3,6 % |
| Département    | 5,4 % | 7,1 % | 7,1 % |
| France entière | 8,3 % | 10 %  | 10 %  |

En 2018, la population âgée de 15 à 64 ans s'élève à 450 personnes, parmi lesquelles on compte 78 % d'actifs (74,4 % ayant un emploi et 3,6 % de chômeurs) et 22 % d'inactifs,. En  2018, le taux de chômage communal (au sens du recensement) des 15-64 ans est inférieur à celui de la France et département, alors qu'en 2008 il était supérieur à celui du département et inférieur à celui de la France.
La commune fait partie de la couronne de l'aire d'attraction de Villefranche-de-Rouergue, du fait qu'au moins 15 % des actifs travaillent dans le pôle,. Elle compte 215 emplois en 2018, contre 95 en 2013 et 101 en 2008. Le nombre d'actifs ayant un emploi résidant dans la commune est de 343, soit un indicateur de concentration d'emploi de 62,7 % et un taux d'activité parmi les 15 ans ou plus de 56,3 %.
Sur ces 343 actifs de 15 ans ou plus ayant un emploi, 80 travaillent dans la commune, soit 23 % des habitants. Pour se rendre au travail, 91,7 % des habitants utilisent un véhicule personnel ou de fonction à quatre roues, 2,7 % s'y rendent en deux-roues, à vélo ou à pied et 5,6 % n'ont pas besoin de transport (travail au domicile).

### Activités hors agriculture

#### Secteurs d'activités
53 établissements sont implantés  à la Rouquette au 31 décembre 2019. Le tableau ci-dessous en détaille le nombre par secteur d'activité et compare les ratios avec ceux du département,.
| Secteur d'activité                                                                                        | Commune | Commune | Département |
| Secteur d'activité                                                                                        | Nombre  | %       | %           |
| --- | ------- | ------- | ----------- |
| Ensemble                                                                                                  | 53      |         |             |
| Industrie manufacturière, industries extractives et autres                                                | 7       | 13,2 %  | (17,7 %)    |
| Construction                                                                                              | 11      | 20,8 %  | (13 %)      |
| Commerce de gros et de détail, transports, hébergement et restauration                                    | 11      | 20,8 %  | (27,5 %)    |
| Information et communication                                                                              | 1       | 1,9 %   | (1,5 %)     |
| Activités immobilières                                                                                    | 4       | 7,5 %   | (4,2 %)     |
| Activités spécialisées, scientifiques et techniques et activités de services administratifs et de soutien | 10      | 18,9 %  | (12,4 %)    |
| Administration publique, enseignement, santé humaine et action sociale                                    | 3       | 5,7 %   | (12,7 %)    |
| Autres activités de services                                                                              | 6       | 11,3 %  | (7,8 %)     |

Le secteur du commerce de gros et de détail, des transports, de l'hébergement et de la restauration est prépondérant sur la commune puisqu'il représente 20,8 % du nombre total d'établissements de la commune (11 sur les 53 entreprises implantées  à la La Rouquette), contre 27,5 % au niveau départemental.

#### Entreprises

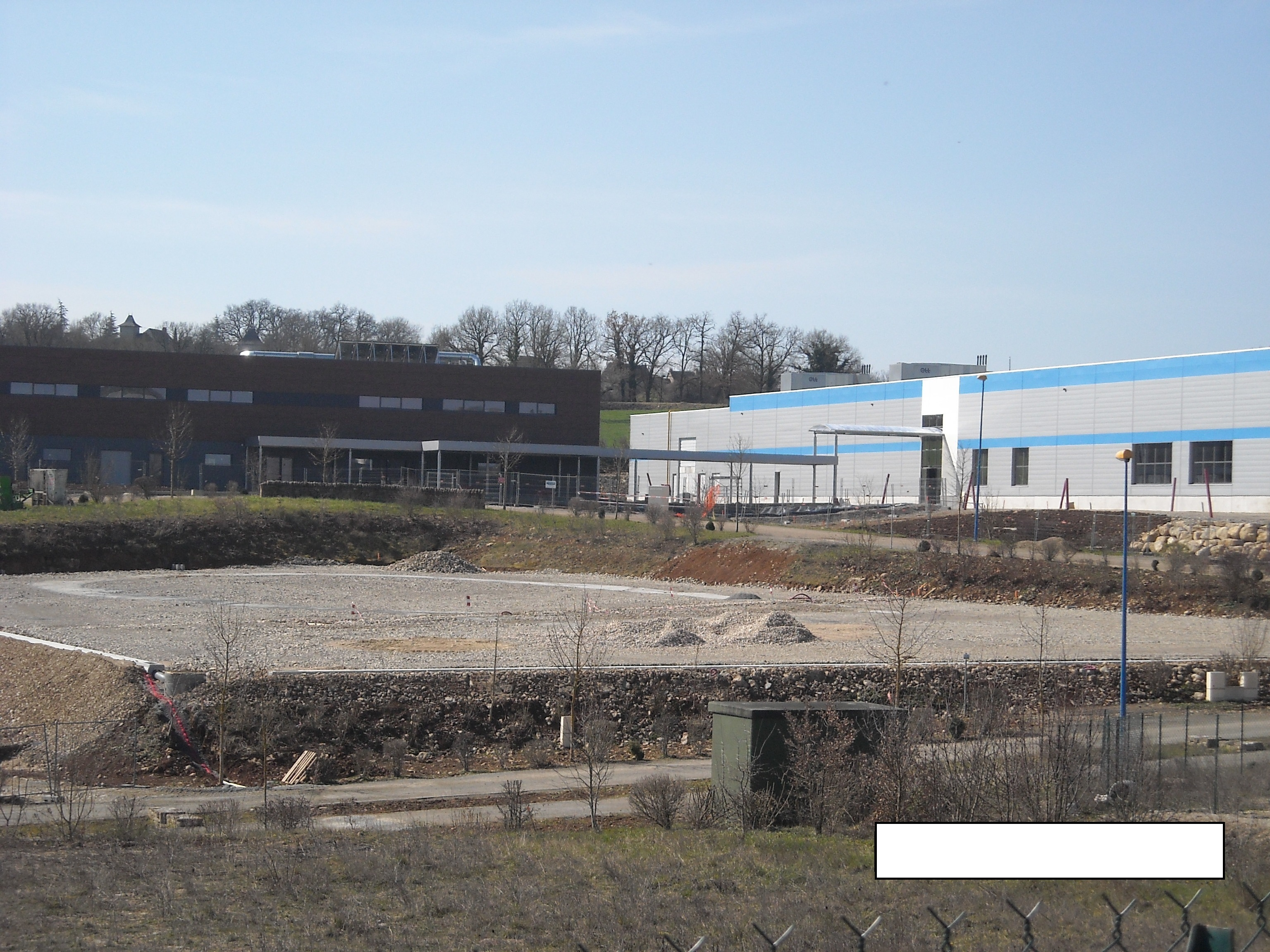
ZA La Glèbe

L' entreprise ayant son siège social sur le territoire communal qui génère le plus de chiffre d'affaires en 2020 est : 
- Lou Cambre, location de terrains et d'autres biens immobiliers (7 k€)

Une zone d'activité nommée « Zone des activités de la Glèbe » est présente sur le territoire de la commune, à cheval sur la commune voisine de Savignac. Créée en 1995, avec une première tranche de 12 hectares, elle est agrandie en 2009 avec une nouvelle tranche aménagée sur 11 hectares ; 35 parcelles de différentes surfaces sont viabilisées. En 2016 Lisi Aerospace, la plus grande entreprise du Villefranchois commence son installation sur la zone d'activités.

### Agriculture
La commune est dans le Bas Quercy, une petite région agricole occupant l'extrême-ouest du département de l'Aveyron. En 2020, l'orientation technico-économique de l'agriculture  sur la commune est l'élevage d'équidés et/ou d' autres herbivores.
|               | 1988  | 2000  | 2010 | 2020  |
| ------------- | ----- | ----- | ---- | ----- |
| Exploitations | 53    | 31    | 16   | 17    |
| SAU (ha)      | 1 046 | 1 189 | 869  | 1 067 |

Le nombre d'exploitations agricoles en activité et ayant leur siège dans la commune est passé de 53 lors du recensement agricole de 1988  à 31 en 2000 puis à 16 en 2010 et enfin à 17 en 2020, soit une baisse de 68 % en 32 ans. Le même mouvement est observé à l'échelle du département qui a perdu pendant cette période 51 % de ses exploitations,. La surface agricole utilisée sur la commune a quant à elle augmenté, passant de 1 046 ha en 1988 à 1 067 ha en 2020. Parallèlement la surface agricole utilisée moyenne par exploitation a augmenté, passant de 20 à 63 ha.

## Culture locale et patrimoine

### Lieux et monuments
- Le moulin de Castel est un ancien moulin restauré situé dans le bourg[66].
- Église Saint-Amans d'Orlhonac.
- Église Saint-Pierre de La Rouquette.

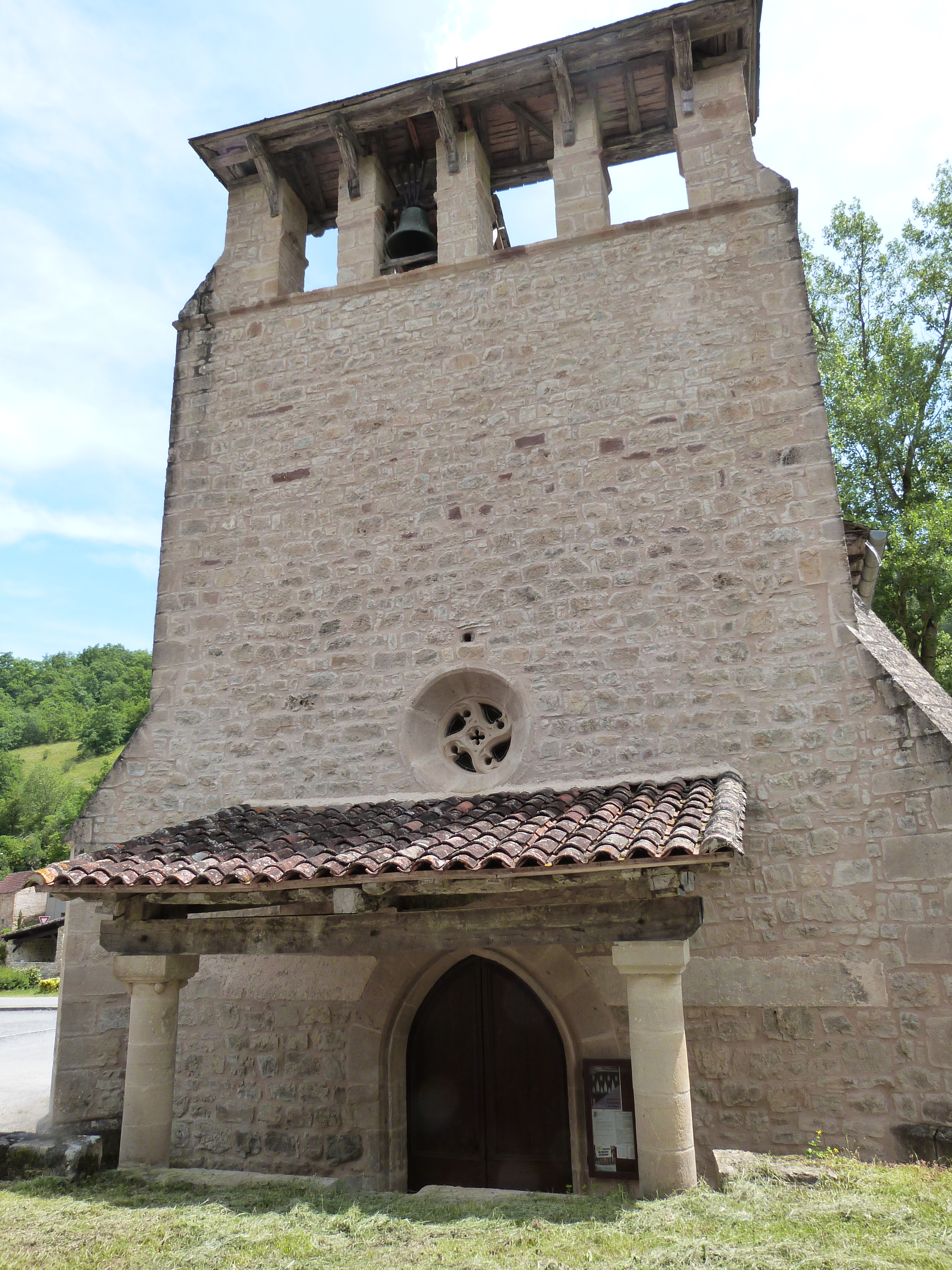
Église Saint-Pierre de La Rouquette
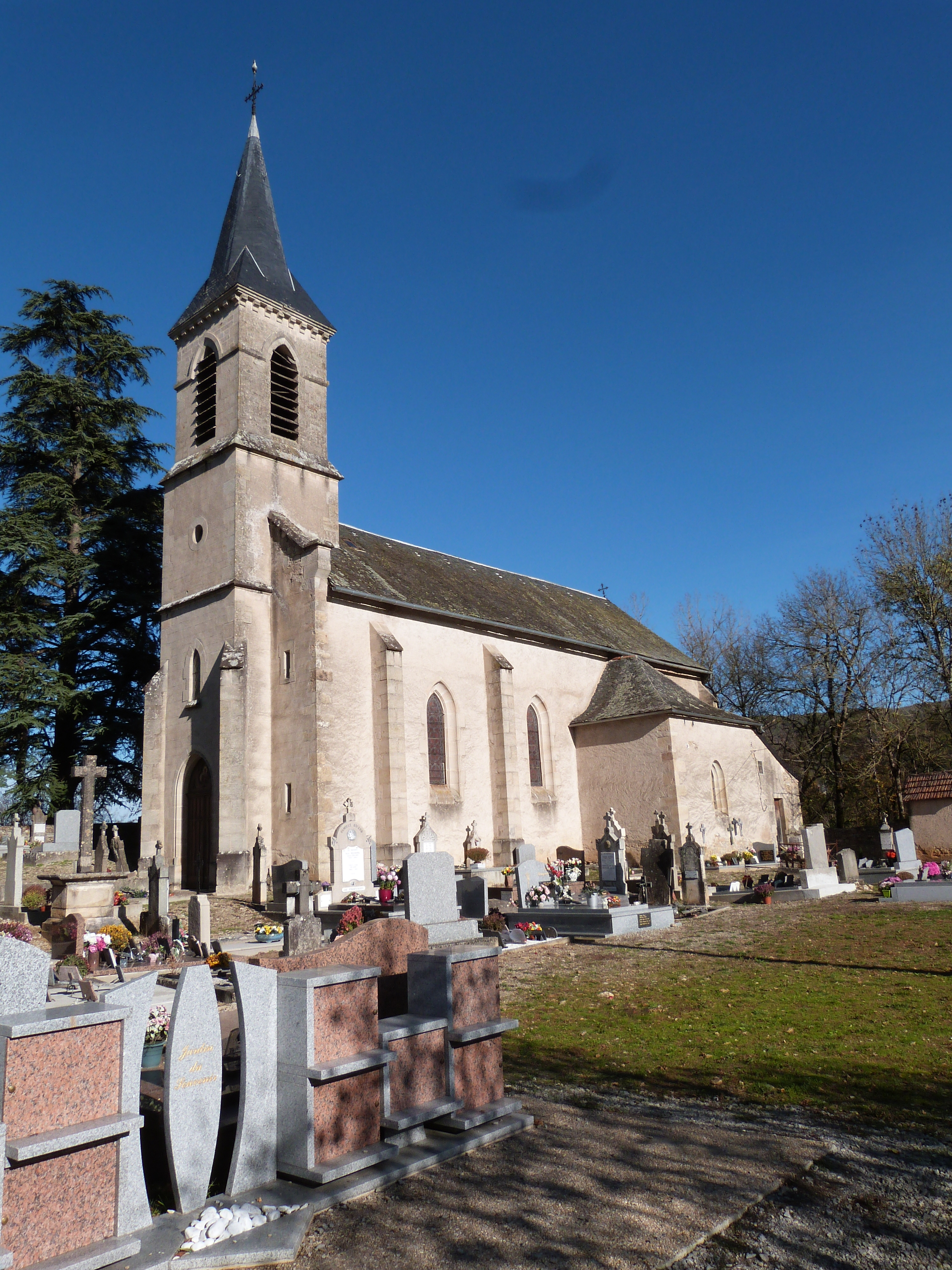
Église Saint-Amans d'Orlhonac

### Personnalités liées à la commune
- Pierre Prévost, sculpteur iconoclaste, poète et affichiste irrévérencieux, né le 19 juin 1942, vit et travaille à La Rouquette au lieu-dit Léonard[67].